# 加斯顿陨石坑
加斯顿陨石坑（Gaston）是位于月球正面雨海西部的一座小撞击坑，其名称取自法语男性名，1979年被国际天文学联合会正式接受。

## 描述
该陨坑东南接近小陨坑鲍里斯和琳达、西南毗邻较大的德利尔环形山，它的东面分布着鲍里斯断崖和德利尔月溪，而绵延150公里的丢番图月溪则蜿蜒它的东南。
该陨坑中心月面坐标为30°53′N 33°58′W / 30.88°N 33.96°W，直径2.02公里，深约0.37公里。
加斯顿陨石坑是一座形状不规则的凹坑，坑壁最大高出周边地形70米，内部容积约0.33立方千米。